# Palaung Self-Administered Zone

Fahne der Palaung

Die Palaung Self-Administered Zone im Shan-Staat

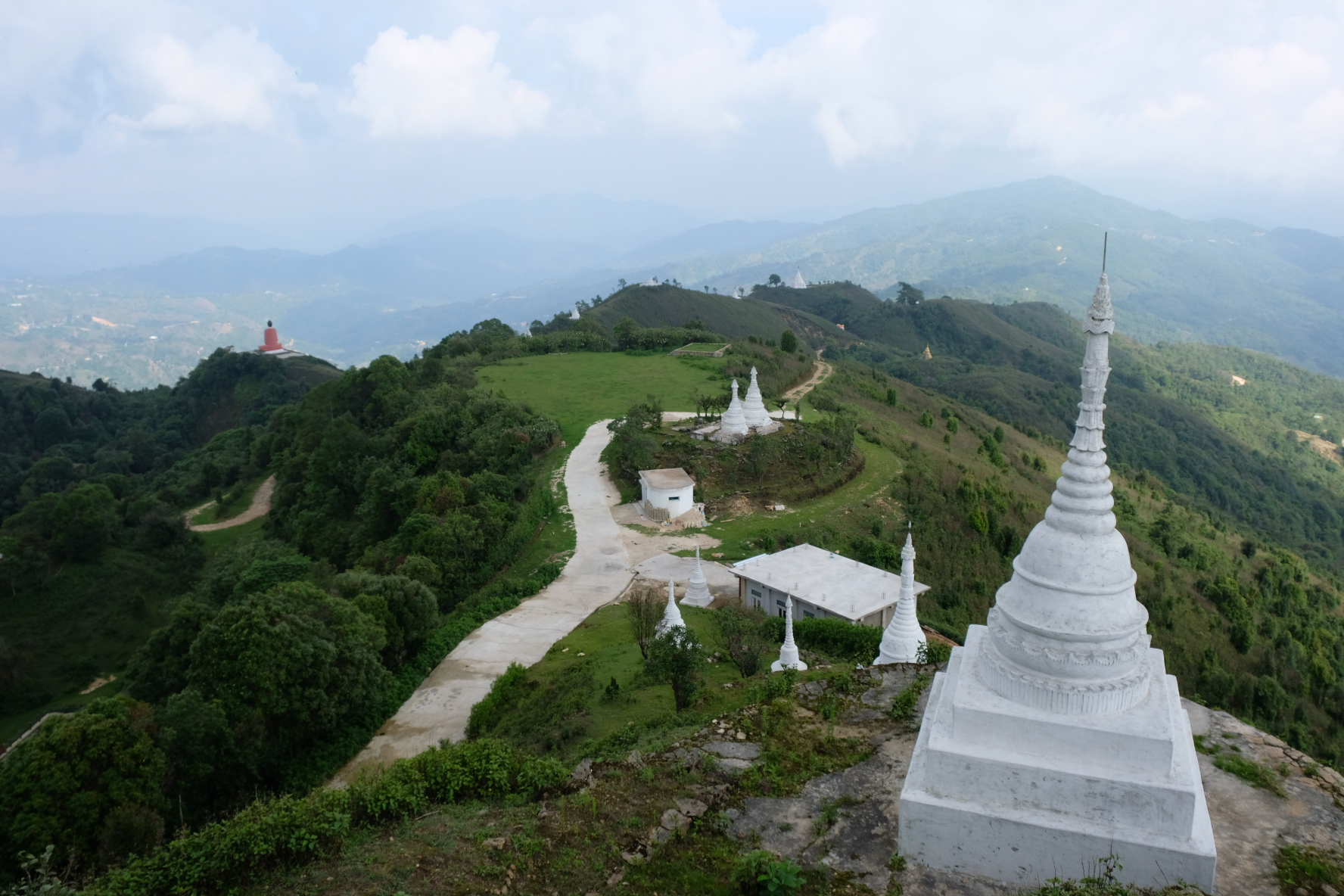
Blick von der Taung Yoe Pagoda im Namhsan Bezirk

Die Palaung Self-Administered Zone (birmanisch ပလောင်ကိုယ်ပိုင်အုပ်ချုပ်ခွင့်ရဒေသ) ist eine Selbstverwaltungseinheit der Palaung im nordwestlichen Shan-Staat in Myanmar.

## Geographie
Die Palaung Self-Administered Zone umfasst die ehemaligen Namhsan und Mantong Bezirke, welche ursprünglich zum Kyaukme Distrikt des Shan-Staates gehörten. Die Palaung Self-Administered Zone ist sehr bergig und hat eine Fläche von 4015 Quadratkilometer.

## Geschichte
Die Palaung Self-Administered Zone wurde mit der Verfassung von 2008 erschaffen und nahm 2010 ihre Arbeit auf. Dies geschah als Zugeständnis an die Palaung, welche 2005 ihren bewaffneten Kampf gegen die Zentralregierung aufgegeben hatten. Kräfte, welche mit dem Waffenstillstand, dem Friedensvertrag und der Entwaffnung der Palaung State Liberation Army (kurz PSLA) nicht einverstanden waren, gründeten mit Kräften der Palaung State Liberation Front (kurz PSLF) die Ta’ang National Liberation Army (kurz TNLA), die weiterhin das myanmarische Militär bekämpfte. Die TNLA wurde von der Kachin Independence Army (kurz KIA) bei ihrer Gründung mit Waffen und Ausbildung unterstützt. Auch die United Wa State Army kurz (UWSA) gilt als Unterstützer der TNLA. Mit der Operation 1027 gelang es der TNLA 2023 die gesamte Selbstverwaltungszone zu erobern. Die PSLF kündigte 2024 an, eine eigene Regierung für das Gebiet zu etablieren, welche sie während der Operation 1027 erobert hatten. Dies umfasst ein weit größeres Gebiet wie die Palaung Self-Administered Zone und erstreckt sich bis zur Grenze nach China. Die eroberten Gebiete umfassen neben den Namhsan, Mantong Bezirken zusätzlich die Namhkam, Kutkai, Namtu, Monglon Mongngaw Bezirke.

## Verwaltung
Die Zone besaß in mehreren Gebieten wie Bildung, Gesundheit, Straßenbau eine gewisse Autonomie vom Zentralstaat und Gesamtstaat. Die Zone wurde von einem Verwaltungsrat regiert, welche aus gewählten Vertretern des Shan-Staat Parlaments und Vertretern des Militärs bestanden und umfasste mindestens 10 Mitglieder. Ein legislatives Gremium wie einen Zonenrat war in der Verfassung von 2008 nicht definiert worden. 2024 wurde die Zone von der PSLF und der TNLA gehalten. Die Zukunft der Verwaltung der Zone war 2024 ungewiss. Die ursprüngliche Zone besaß nach einer Volkszählung aus dem Jahr 2014 110.805 Bewohner.